# Kabinett Kishida II (2. Umbildung)
Das zweite umgebildete zweite Kabinett Kishida (第2次岸田第2次改造内閣 dainiji Kishida dainiji kaizō naikaku) regierte Japan nach einer Kabinettsumbildung am 13. September 2023 als Fortsetzung der LDP-Kōmeitō-Koalitionsregierung im 101. Kabinett unter Führung von Premierminister Fumio Kishida bis zum 1. Oktober 2024. Elf Minister gehörten erstmals einem Kabinett an, fünf Minister waren Frauen, genauso viele wie bei Antritt im umgebildeten zweiten Kabinett Abe 2014 und dem ersten Kabinett Koizumi 2001.
Bei der turnusmäßigen Wahl des LDP-Vorsitzenden im September 2024 trat Kishida nicht mehr für eine Wiederwahl an und schied am 1. Oktober 2024 aus dem Amt.
Anmerkung: Im Zuge des Skandals um schwarze Faktionskassen vor allem der Abe-Faktion beschlossen mehrere Faktionen im Januar 2024 ihre Auflösung. Hier angegeben sind die Faktionszugehörigkeiten zum Zeitpunkt der Ernennung.

## Minister
| Ministerresort | Weitere Aufgaben | Minister            | Minister                                    | Parlamentsmandat (Kammer, Wahlkreis, Fraktion) | Faktion | Faktion         |
| --- | --- | ------------------- | ------------------------------------------- | ---------------------------------------------- | ------- | --------------- |
| Premierminister | – | Fumio Kishida       | Fumio Kishida                               | Abg., Hiroshima 1, LDP                         |         | Kishida         |
| Allgemeine Angelegenheiten | – | Suzuki Junji        | Junji Suzuki (bis 14. Dezember 2023)        | Abg., Aichi 7, LDP                             |         | Abe             |
| Allgemeine Angelegenheiten | – | Takeaki Matsumoto   | Takeaki Matsumoto (ab 14. Dezember 2023)    | Abg., Hyōgo 11, LDP                            |         | Asō             |
| Justiz | – |                     | Ryūji Koizumi                               | Abg., Saitama 11, LDP                          |         | Nikai           |
| Auswärtige Angelegenheiten | – | Yōko Kamikawa       | Yōko Kamikawa                               | Abg., Shizuoka 1, LDP                          |         | Kishida         |
| Finanzen Besondere Aufgaben: Finanzsektor | „Überwindung der Deflation“ (defure dakkyaku) 3. Vertreter des Premierministers | Shun’ichi Suzuki    | Shun’ichi Suzuki                            | Abg., Iwate 2, LDP                             |         | Asō             |
| Kultus und Wissenschaft | | Masahito Moriyama   | Masahito Moriyama                           | Abg., Verhältniswahl Kinki, LDP                |         | Kishida         |
| Soziales und Arbeit | – | Keizō Takemi        | Keizō Takemi                                | Sen., Tokio, LDP                               |         | Asō             |
| Land-, Forst- und Fischereiwirtschaft | – | Ichirō Miyashita    | Ichirō Miyashita (bis 14. Dezember 2023)    | Abg., Nagano 5, LDP                            |         | Abe             |
| Land-, Forst- und Fischereiwirtschaft | – | Ichirō Miyashita    | Tetsushi Sakamoto (ab 14. Dezember 2023)    | Abg., Kumamoto 3, LDP                          |         | Moriyama        |
| Wirtschaft und Industrie Besondere Aufgaben: Atomkraftentschädigungen & Reaktorstillegung | „wirtschaftliche Schäden durch Atomkraft“ (genshiryoku keizai higai) „Förderung der grünen Transformation (GX)“ (GX jikkō suishin) „Wettbewerbsfähigkeit der Industrie“ (sangyō kyōsōryoku) „wirtschaftliche Zusammenarbeit mit Russland in Teilgebieten“ (Roshia keizai bun’ya kyōryoku)                                | Yasutoshi Nishimura | Yasutoshi Nishimura (bis 14. Dezember 2023) | Abg., Hyōgo 9, LDP                             |         | Abe             |
| Wirtschaft und Industrie Besondere Aufgaben: Atomkraftentschädigungen & Reaktorstillegung | „wirtschaftliche Schäden durch Atomkraft“ (genshiryoku keizai higai) „Förderung der grünen Transformation (GX)“ (GX jikkō suishin) „Wettbewerbsfähigkeit der Industrie“ (sangyō kyōsōryoku) „wirtschaftliche Zusammenarbeit mit Russland in Teilgebieten“ (Roshia keizai bun’ya kyōryoku)                                | Saitō Ken           | Ken Saitō (ab 14. Dezember 2023)            | Abg., Chiba 7, LDP                             |         | –               |
| Land & Verkehr | „Maßnahmen zum Wasserkreislauf“ (mizu-junkan seisaku) Internationale Gartenbauausstellung [Yokohama 2027] | Tetsuo Saitō        | Tetsuo Saitō                                | Abg., Hiroshima 3, Kōmeitō                     |         | –               |
| Umwelt Besondere Aufgaben: „Atomkraftkatastrophenschutz“ (genshiryoku bōsai) | – |                     | Shintarō Itō                                | Abg., Miyagi 4, LDP                            |         | Asō             |
| Verteidigung | – | Minoru Kihara       | Minoru Kihara                               | Abg., Kumamoto 1, LDP                          |         | Motegi          |
| Kabinettssekretariat | „Verringerung der Last der Stützpunkte in Okinawa“ „Entführungsproblem“ 1. Vertreter des Premierministers | Hirokazu Matsuno    | Hirokazu Matsuno (bis 14. Dezember 2023)    | Abg., Chiba 3, LDP                             |         | Abe             |
| Kabinettssekretariat | „Verringerung der Last der Stützpunkte in Okinawa“ „Entführungsproblem“ 1. Vertreter des Premierministers | Hayashi Yoshimasa   | Yoshimasa Hayashi (ab 14. Dezember 2023)    | Abg., Yamaguchi 3, LDP                         |         | Kishida         |
| Digitalisierung Besondere Aufgaben: Deregulierung | „Reformen zur Digitalisierung von Verwaltung & Finanzen“ (digital gyōzaisei kaikaku) „nationaler Plan zur Digitalen Gartenstadt“ (digital den’en-toshi kokka kōsō) „Verwaltungsreformen“ (gyōsei kaikaku) „Reformen des nationalen öffentlichen Dienstes“ (kokka kōmuin seido kaikaku) 4. Vertreter des Premierministers | Tarō Kōno           | Tarō Kōno                                   | Abg., Kanagawa 15, LDP                         |         | Asō             |
| Wiederaufbau | „umfassende Erholung vom Atomkraftunfall von Fukushima“ | Shinako Tsuchiya    | Shinako Tsuchiya                            | Abg., Saitama 13, LDP                          |         | –               |
| Nationale Kommission für Öffentliche Sicherheit Besondere Aufgaben: Katastrophenschutz, Maritimes | „Stärkung der Zähigkeit des Landes“ [Regierungsprogramm zur Katastrophenschutzinfrastruktur] „Territorialkonflikte“ | Yoshifumi Matsumura | Yoshifumi Matsumura                         | Sen., Kumamoto, LDP                            |         | Motegi          |
| Besondere Aufgaben: „Kinderpolitik“, „Maßnahmen zum Geburtenrückgang“, „Aktivierung von Jugendlichen“, „Geschlechtergleichstellung“ | „Aktivierung von Frauen“ „harmonische Gesellschaft“ (kyōsei shakai) „Maßnahmen gegen Einsamkeit & Isolation“ | Ayuko Katō          | Ayuko Katō                                  | Abg., Yamagata 3, LDP                          |         | Tanigaki-Gruppe |
| Besondere Aufgaben: Wirtschafts- & Fiskalpolitik | „Wirtschaftserneuerung“ „neuer Kapitalismus“ „Startups“ „Infektionskrankheiten-Krisenmanagement“ (kansenshō kiki kanri) „Reform des Sozialsicherungssystems für alle Generationen“ 5. Vertreter des Premierministers |                     | Yoshitaka Shindō                            | Abg., Saitama 2, LDP                           |         | Motegi          |
| Besondere Aufgaben: „Cool-Japan-Strategie“, Strategie zum geistigen Eigentum, Wissenschaft & Technologie, Weltraum, „wirtschaftliche Sicherheit“ (keizai anzen hoshō; Programm zur Sicherung von Lieferketten, kritischer Infrastruktur etc.) | wirtschaftliche Sicherheit 2. Vertreterin des Premierministers | Sanae Takaichi      | Sanae Takaichi                              | Abg., Nara 2, LDP                              |         | –               |
| Besondere Aufgaben: Okinawa & „nördliche Territorien“, Verbraucher[schutz] & Lebensmittelsicherheit, „Regionalbelebung“ [chihō sōsei; aka local Abenomics], Ainu-Politik                                                                      | Weltausstellung | Hanako Jimi         | Hanako Jimi                                 | Sen., Verhältniswahl, LDP                      |         | Nikai           |

## Staatssekretäre etc.
| Position | Name                                 | Parlamentsmandat (Kammer, Wahlkreis, Fraktion) | Faktion               | Faktion               |
| --- | ------------------------------------ | ---------------------------------------------- | --------------------- | --------------------- |
| Stellvertretende Leiter des Kabinettssekretariats                                                                       | Hideki Murai                         | Abg., Saitama 1, LDP                           |                       | Kishida               |
| Stellvertretende Leiter des Kabinettssekretariats                                                                       | Hiroshi Moriya                       | Sen., Yamanashi, LDP                           |                       | Kishida               |
| Stellvertretende Leiter des Kabinettssekretariats                                                                       | Shin’ichi Kuryū                      | –                                              | –                     | –                     |
| Leiter des Legislativbüros                                                                                              | Masaharu Kondō (bis 27. August 2024) | –                                              | –                     | –                     |
| Leiter des Legislativbüros                                                                                              | Nobuyuki Iwao (ab 28. August 2024)   | –                                              | –                     | –                     |
| Berater des Premierministers (naikaku-sōridaijin hosakan) (nationale Sicherheit, nukleare Abrüstung & nichtverbreitung) | Hirotaka Ishihara                    | Abg., Vw. Tokio, LDP                           |                       | Kishida               |
| Berater des Premierministers (Belebung ländlicher Regionen)                                                             | Yasuhiro Ozato                       | Abg., Vw. Kyūshū, LDP                          |                       | Tanigaki-Gruppe       |
| Beraterin des Premierministers (Frauen & Senioren, Verbraucherschutz)                                                   | Michiko Ueno (bis 14. Dezember 2023) | Sen., Tochigi, LDP                             |                       | Abe                   |
| Berater des Premierministers (Resilienz, Gemeinschaftskaptial im Wiederaufbau, Innovation in Wiss. & Tech.)             | Masafumi Mori                        | –                                              | –                     | –                     |
| Beraterin des Premierministers (Löhne, Beschäftigung)                                                                   | Wakako Yata                          | – (DVP, Ex-Senatorin)                          | – (DVP, Ex-Senatorin) | – (DVP, Ex-Senatorin) |

| Behörde/n                                  | Name                                      | Parlamentsmandat (Kammer, Wahlkreis, Fraktion) | Faktion | Faktion          |
| ------------------------------------------ | ----------------------------------------- | ---------------------------------------------- | ------- | ---------------- |
| Kabinettsamt, Digitalisierung              | Akimasa Ishikawa                          | Abg., Vw. Nord-Kantō, LDP                      |         | –                |
| Kabinettsamt, Wiederaufbau, Land & Verkehr | Shigeru Dōko                              | Sen., Toyama, LDP                              |         | Motegi           |
| Wiederaufbau                               | Hirohisa Takagi                           | Abg., Hokkaidō 3, LDP                          |         | Nikai            |
| Wiederaufbau                               | Daisaku Hiraki                            | Sen., Vw., Kōmeitō                             |         | –                |
| Kabinettsamt                               | Tatsunori Ibayashi                        | Abg., Shizuoka 2, LDP                          |         | Asō (+TanigakiG) |
| Kabinettsamt                               | Shōzō Kudō                                | Abg., Aichi 4, LDP                             |         | Asō              |
| Kabinettsamt                               | Manabu Horii (bis 14. Dezember 2023)      | Abg., Vw. Hokkaidō, LDP                        |         | Abe              |
| Kabinettsamt                               | Atsushi Koga (ab 14. Dezember 2023)       | Abg., Fukuoka 3, LDP                           |         | Kishida          |
| Kabinettsamt, Wirtschaft & Industrie       | Kazuchika Iwata                           | Abg., Vw. Kyūshū, LDP                          |         | Kishida          |
| Kabinettsamt, Wirtschaft & Industrie       | Yasuyuki Sakai (bis 14. Dezember 2023)    | Sen., Aichi, LDP                               |         | Abe              |
| Kabinettsamt, Wirtschaft & Industrie       | Ryōsuke Kōzuki (ab 14. Dezember 2023)     | Sen., Ibaraki, LDP                             |         | Motegi           |
| Kabinettsamt, Umwelt                       | Motome Takisawa                           | Sen., Aomori, LDP                              |         | Asō              |
| Kabinettsamt, Verteidigung                 | Hiroyuki Miyazawa (bis 14. Dezember 2023) | Abg., Vw. Tōkai, LDP                           |         | Abe              |
| Kabinettsamt, Verteidigung                 | Makoto Oniki (ab 14. Dezember 2023)       | Abg., Fukuoka 2, LDP                           |         | Moriyama         |
| Allgemeine Angelegenheiten                 | Kōichi Watanabe                           | Abg., Vw. Hokkaidō, LDP                        |         | Kishida          |
| Allgemeine Angelegenheiten                 | Seishi Baba                               | Sen., Kumamoto, LDP                            |         | Kishida          |
| Justiz                                     | Mito Kakizawa (bis 31. Oktober 2023)      | Abg., Tokio 15, LDP                            |         | Tanigaki-Gruppe  |
| Justiz                                     | Hiroaki Kadoyama (ab 31. Oktober 2023)    | Abg., Vw. Süd-Kantō, LDP                       |         | Ishiba-Gruppe    |
| Auswärtige Angelegenheiten                 | Kiyoto Tsuji                              | Abg., Tokio 2, LDP                             |         | Kishida          |
| Auswärtige Angelegenheiten                 | Iwao Horii (bis 14. Dezember 2023)        | Sen., Nara, LDP                                |         | Abe              |
| Auswärtige Angelegenheiten                 | Yoshifumi Tsuge (ab 14. Dezember 2023)    | Sen., Vw., LDP                                 |         | –                |
| Finanzen                                   | Kenji Kanda (bis 13. November 2023)       | Abg., Aichi 5, LDP                             |         | Abe              |
| Finanzen                                   | Ryōsei Akazawa (ab 13. November 2023)     | Abg., Tottori 2, LDP                           |         | Ishiba-Gruppe    |
| Finanzen                                   | Katsuo Yakura                             | Sen., Saitama, Kōmeitō                         |         | –                |
| Kultus & Wissenschaft                      | Shūhei Aoyama (bis 14. Dezember 2023)     | Abg., Vw. Tōkai, LDP                           |         | Abe              |
| Kultus & Wissenschaft                      | Toshiko Abe (ab 14. Dezember 2023)        | Abg., Vw. Chūgoku, LDP                         |         | –                |
| Kultus & Wissenschaft                      | Sōichirō Imaeda                           | Abg., Aichi 14, LDP                            |         | Asō              |
| Soziales & Arbeit                          | Masakazu Hamachi                          | Abg., Vw. Kyūshū, Kōmeitō                      |         | –                |
| Soziales & Arbeit                          | Masahisa Miyazaki                         | Abg., Vw. Kyūshū, LDP                          |         | Motegi           |
| Land-, Forst- & Fischereiwirtschaft        | Norikazu Suzuki                           | Abg., Yamagata 2, LDP                          |         | Motegi           |
| Land-, Forst- & Fischereiwirtschaft        | Nobuhide Takemura                         | Abg., Shiga 3, LDP                             |         | –                |
| Land & Verkehr                             | Kōnosuke Kokuba                           | Abg., Vw. Kyūshū, LDP                          |         | Kishida          |
| Umwelt                                     | Tetsuya Yagi                              | Abg., Aichi 11, LDP                            |         | Ishiba-Gruppe    |

| Behörde/n                                          | Name                                   | Parlamentsmandat (Kammer, Wahlkreis, Fraktion) | Faktion | Faktion        |
| -------------------------------------------------- | -------------------------------------- | ---------------------------------------------- | ------- | -------------- |
| Kabinettsamt, Digitalisierung                      | Shin Tsuchida                          | Abg., Tokio 13, LDP                            |         | Asō            |
| Kabinettsamt, Wiederaufbau                         | Shōjirō Hiranuma                       | Abg., Okayama 3, LDP                           |         | Nikai          |
| Wiederaufbau, Kultus & Wissenschaft                | Tarō Yamada (bis 26. Oktober 2023)     | Sen., Vw., LDP                                 |         | –              |
| Wiederaufbau, Kultus & Wissenschaft                | Akiko Honda (ab 26. Oktober 2023)      | Sen., Vw., LDP                                 |         | –              |
| Kabinettsamt, Wiederaufbau, Wirtschaft & Industrie | Taku Ishii                             | Abg., Vw. Tōkai, LDP                           |         | Abe            |
| Kabinettsamt, Wiederaufbau, Land & Verkehr         | Ryūshō Katō (bis 31. Januar 2024)      | Abg., Nagasaki 2, LDP                          |         | Abe            |
| Kabinettsamt, Wiederaufbau, Land & Verkehr         | Masanao Ozaki (ab 31. Januar 2024)     | Abg., Kōchi 2, LDP                             |         | Nikai          |
| Kabinettsamt                                       | Jun’ichi Kanda                         | Abg., Aomori 2, LDP                            |         | Kishida        |
| Kabinettsamt                                       | Yūichirō Koga                          | Sen., Nagasaki, LDP                            |         | Kishida        |
| Kabinettsamt, Wirtschaft & Industrie               | Nobuhiro Yoshida                       | Abg., Vw. Kyūshū, Kōmeitō                      |         | –              |
| Kabinettsamt, Umwelt                               | Isato Kunisada                         | Abg., Vw. Hokuriku-Shin’etsu, LDP              |         | Nikai          |
| Kabinettsamt, Verteidigung                         | Shingo Miyake                          | Sen., Kagawa, LDP                              |         | –              |
| Allgemeine Angelegenheiten                         | Takuo Komori (bis 31. Januar 2024)     | Abg., Ishikawa 1, LDP                          |         | Abe            |
| Allgemeine Angelegenheiten                         | Shōji Nishida (ab 31. Januar 2024)     | Abg., Ishikawa 3, LDP                          |         | – (ex-Kishida) |
| Allgemeine Angelegenheiten                         | Junji Hasegawa                         | Abg., Ehime 4, LDP                             |         | –              |
| Allgemeine Angelegenheiten                         | Toshimitsu Funahashi                   | Sen., Hokkaidō, LDP                            |         | Asō            |
| Justiz                                             | Hideyuki Nakano                        | Abg., Saitama 7, LDP                           |         | Nikai          |
| Auswärtige Angelegenheiten                         | Masahiro Kōmura                        | Abg., Yamaguchi 1, LDP                         |         | Asō            |
| Auswärtige Angelegenheiten                         | Yōichi Fukazawa                        | Abg., Shizuoka 4, LDP                          |         | Kishida        |
| Auswärtige Angelegenheiten                         | Yasushi Hosaka                         | Abg., Saitama 4, LDP                           |         | –              |
| Finanzen                                           | Takakazu Seto                          | Abg., Vw. Shikoku, LDP                         |         | Asō            |
| Finanzen                                           | Kei Satō (bis 14. Dezember 2023)       | Sen., Nara, LDP                                |         | Abe            |
| Finanzen                                           | Kanehiko Shindō (ab 14. Dezember 2023) | Sen., Vw., LDP                                 |         | Nikai          |
| Kultus & Wissenschaft                              | Nobuo Yasue                            | Sen., Aichi, Kōmeitō                           |         | –              |
| Soziales & Arbeit                                  | Akihisa Shiozaki                       | Abg., Ehime 1, LDP                             |         | Abe            |
| Soziales & Arbeit                                  | Yasushi Miura                          | Sen., Vw., LDP                                 |         | Motegi         |
| Land-, Forst- & Fischereiwirtschaft                | Mitsuo Takahashi                       | Sen., Hyōgo, Kōmeitō                           |         | –              |
| Land-, Forst- & Fischereiwirtschaft                | Shōji Maitachi                         | Sen., Tottori-Shimane, LDP                     |         | Ishiba-Gruppe  |
| Land & Verkehr                                     | Rintarō Ishibashi                      | Abg., Vw. Chūgoku, LDP                         |         | Kishida        |
| Land & Verkehr                                     | Takashi Koyari                         | Sen., Shiga, LDP                               |         | Kishida        |
| Umwelt                                             | Kentarō Asahi                          | Sen., Tokio, LDP                               |         | –              |
| Verteidigung                                       | Hisashi Matsumoto                      | Abg., Chiba 13, LDP                            |         | Abe            |